# Калиновка (Сергиевский район)
Кали́новка — село в Сергиевском районе Самарской области. Является административным центром сельского поселения Калиновка.

## География
Расположено в 26 км южнее районного центра — села Сергиевск, и в 120 км северо-восточнее областного центра. В 8 км от села проходит автомагистраль M5 «Урал». Рядом с селом проходит ветка железной дороги.
Село находится на левом берегу реки Чесноковка, рядом с впадением её в Сургут.
Высота над уровнем моря 79 метров.

### Улицы
- ул. Каськова К. А.
- ул. Луговая
- ул. Молодёжная
- ул. Первомайская
- ул. Победы
- ул. Рабочая
- ул. Революционная
- ул. Садовая
- ул. Свободы
- ул. Школьная

## История
Село Калиновка образовалось в 1730 г. Название села Калиновка с флористической семантикой, по зарослям калины. В области имеется 5 селений с таким названием в разных районах.
Калиновка присутствует в атласе Российской империи 1792 года. Тогда она входила в состав Бугурусланского уезда Уфимского наместничества Оренбургской губернии. С 1851 года Калиновка вместе с уездом вошла в состав вновь образованной Самарской губернии.
По итогам восьмой ревизии 1850 года в Калиновке насчитывалось 395 мужчин и 397 женщин, проживающих в 69 дворах.
В списке населенных мест по сведениям 1859 года Калиновка указывается как казённая деревня с православной часовней при р. Сургут. Верст от уездного города 85. Число дворов — 123, лиц мужского пола — 448, лиц женского пола — 494.
В 1870 году в Калиновке числилось 520 мужчин и 478 женщин.
В справочнике «Список населенных местностей Самарской губернии» за 1876 год Калиновка указывается уже не как деревня, а село.
В справочнике 1890 года «Список населенных мест Самарской губернии по сведениям 1889 года» Калиновка указывается как казённое православное русское село с 212 дворами, с числом ревизских жителей мужского пола 427 и общим населением 1442. Дополнительно указано, что в селе имеется церковно-приходская школа, фельдшерский пункт, водяная мельница.
В справочнике 1928 года «Список населенных пунктов Самарской губернии с алфавитным указателем» указано, что населенный пункт Калиновка, включающее вместе с основной частью села поселок Михайловский, Вагесов хутор и мельницу № 125, входит в Кабановскую волость Бугурусланского уезда и с 223 дворами насчитывало 1202 человек (555 мужчин и 647 женщин). В Калиновской школе в это время обучались 61 учеников в 2 группах.
Калиновка до 1867 была центром Калиновской волости.
С 1867 года входит Калиновка вместе с деревнями Боголюбово, Ендурайкино, Завязовка и селами Захаркино и Мордовское Аделяково в составе Боголюбовской волости Бугурусланского уезда.
С 1912 Калиновка вошла в состав Ключевской волости.
После Гражданской войны Калиновска образовала сельский совет и находилась в составе Кабановской волости.
Затем Калиновка входила в Н-Козловский сельский совет до 1977 года, а с 1977 года снова образовался Калиновский сельский совет.
Колхозное движение пришло в 1930 году. Первое название колхоза «12 лет Октября». С 1958 года — «Первое мая».

## Население
| 2008 | 2010  |
| ---- | ----- |
| 1409 | ↗1455 |

## Экономика
- СПК «Колхоз Первое Мая»
- ЗАО «Агродорстрой»
- Филиал «Серноводский»

## Известные люди
- Каськов, Константин Андреевич (1915—1940) — военный лётчик, Герой Советского Союза, родился в селе.